# Zajk, Zala
Zajk  este un sat în districtul Letenye, județul Zala, Ungaria, având o populație de 244 de locuitori (2011). 

## Demografie
Componența etnică a satului Zajk
     Maghiari (70,85%)
     Romi (29,15%)
Componența confesională a satului Zajk
     Romano-catolici (87,3%)
     Fără religie (1,23%)
     Necunoscută (11,48%)
Conform recensământului din 2011, satul Zajk avea 244 de locuitori. Din punct de vedere etnic, majoritatea locuitorilor (70,85%) erau maghiari, cu o minoritate de romi (29,15%).  Din punct de vedere confesional, majoritatea locuitorilor (87,3%) erau romano-catolici, cu o minoritate de persoane fără religie (1,23%). Pentru 11,48% din locuitori nu este cunoscută apartenența confesională.